# Gaaltije
Gaaltjie (Centre culturel sâme du sud) est un centre de connaissances sur la culture Sâme du Sud. 
Le centre est situé dans l'ancien bâtiment des douanes à Östersund, où se trouve également le centre d'information sami du Parlement sami.
Gaaltjie, qui signifie « source froide » en sami du sud, sert de source de connaissances pour la culture, l'histoire et les affaires des Sâmes du sud. 
Gaaltjie est actif dans plusieurs domaines :
- Langue, histoire et culture
- Entreprises et société
- Artisanat sami
- Transfert d'informations et de connaissances
- Lieu de rencontre et place de marché